# Mount Pawson
Mount Pawson ist ein 1225 m hoher Berg an der Lassiter-Küste des Palmerlands im Süden der Antarktischen Halbinsel. Er ragt 11 km südöstlich der Mohn Peaks auf.
Wissenschaftler des Falkland Islands Dependencies Survey und der US-amerikanischen Ronne Antarctic Research Expedition (1947–1948) kartierten ihn im Zuge einer zwischen 1947 und 1948 gemeinsam durchgeführten Schlittenexkursion. Der United States Geological Survey kartierte ihn anhand eigener Vermessungen und Luftaufnahmen der United States Navy aus den Jahren von 1961 bis 1967. Das Advisory Committee on Antarctic Names benannte ihn im Jahr 1968 nach David L. Pawson, Biologe einer antarktischen Sommerexpedition zwischen 1965 und 1966 mit der USCGC Eastwind von der Palmer-Station aus.